# Armand (personaje de las Crónicas vampíricas)
Armand es un personaje ficticio de las Crónicas vampíricas, una serie de novelas escritas por la autora Anne Rice. Aunque es un vampiro de cientos de años, Armand tiene una apariencia hermosa y juvenil; largo cabello ondulado castaño rojizo y ojos castaños oscuros. En ocasiones sus rasgos son comparados con los de Cupido o con los de un ángel pintado por Botticelli.

## Biografía ficticia

### Vida humana
Armand nació a finales del siglo XV en el antiguo Reino de Kiev, hijo de Iván, un destacado cazador, que le dio el nombre de Andrei. Desde muy joven demostró gran habilidad artística, así que unos monjes ortodoxos le dieron trabajo para que pintara sus iconos religiosos. Estaban tan impresionados por la obra de Andrei que le dijeron que poseía un don ultraterrenal, un don recibido de Dios. Con el tiempo la tensión entre Iván y los monjes se incrementó por la tutela del niño. El detonante definitivo surgió cuando los monjes decidieron que querían ordenar a Andrei y enclaustrarlo en su monasterio para que pintara iconos hasta la muerte. Enfurecido, el padre de Andrei le dijo que pintara un icono para el Príncipe Miguel, el gobernante de su provincia, y que lo colocara en un árbol en las llanuras para que contemplara su obra. Mientras se dirigía allí, Andrei fue capturado y vendido como esclavo a un burdel en Constantinopla. Los abusos que sufrió durante el viaje (se sospecha que fue violado varias veces) y en Constantinopla le provocaron amnesia traumática.
Mientras se encontraba esclavizado, el vampiro Marius el romano, un pintor, compró a Andrei y se lo llevó a su casa en Venecia para educarlo, poniéndole el nombre de Amadeo. Durante los siguientes años, Marius y Armand mantuvieron una estrecha relación amorosa y sexual. Marius llegó a la conclusión de que debido a su personalidad, belleza y aptitud, sería el candidato ideal para convertirse en su compañero vampírico. Sin embargo, Marius animó a Amadeo a buscar otros amantes (hombres y mujeres) para no negarle la experiencia de la pasión carnal. Aunque, a pesar de esas otras relaciones, el amor de Amadeo por Marius se mantuvo inquebrantable.
Cuando Amadeo cumplió 17 años tuvo un duelo a espada con un caballero inglés, Lord Harlech, que estaba obsesionado con él después de haber mantenido una relación de tres noches. Aunque Amadeo venció en el duelo, resultó alcanzado por la espada de Harlech y casi murió debido al veneno con el que estaba impregnada el arma. Para salvarlo, Marius le dio el "Don Oscuro": convirtió a su joven aprendiz y amante en un vampiro.

### Armand el Vampiro
Amadeo y Marius vivieron felices durante un tiempo, y Amadeo incluso llegó a viajar con su maestro a su hogar en Kiev para despedirse de su familia. Sin embargo, a su regreso a Venecia fueron atacados por un culto satánico de vampiros, dirigidos por el vampiro Santino, a quien Marius había rechazado muchos años antes. Los vampiros atacaron el palazzo de Marius, incendiándolo, matando a sus aprendices y casi acabando con el propio Marius, que apenas consiguió escapar muy malherido. Creyendo que Marius estaba muerto, Amadeo fue obligado a unirse al culto, donde dirigió todos los rituales que le pidieron, aunque nunca llegó a aceptar verdaderamente sus enseñanzas. Se trasladó a París hacia 1680, adoptando el nombre de Armand y dirigió el culto de los vampiros parisinos durante cerca de cien años hasta la aparición de Lestat de Lioncourt, otro vampiro que había sido convertido al margen de las enseñanzas religiosas de los vampiros de París.
Armand y su culto trataron de acabar con Lestat y su madre, Gabrielle de Lioncourt, a quien Lestat también había convertido en vampiro. El culto incluso secuestró a Nicolas de Lenfent, el amigo de la infancia de Lestat, para obligarle a que saliera de su escondrijo. Lestat reaccionó atacando las convicciones y creencias religiosas de los vampiros de París y declarándolos ridículos e indignos de la época en la que vivían. Armand, tras ser derrotado por Lestat y dándose cuenta de que Lestat decía la verdad, acabó con la mayoría de los cultos y tras reconciliarse con los supervivientes (Eleni, Laurent, Felix y Eugenie) se unió al Théâtre des Vampires que Lestat había fundado. A finales del siglo XIX, Armand recibió la visita de Louis, un vampiro del Nuevo Mundo creado por Lestat, del que se enamoró y al que sedujo. Armand y Louis abandonaron París después de que Louis incendiara el Théâtre des Vampires, despechado porque sus miembros habían asesinado a su compañera Claudia y viajaron por el mundo juntos hasta la década de 1920.
Tras confesar a Louis que Claudia había muerto por su culpa, los dos vampiros se separaron, pero Armand lo siguió desde las sombras hasta encontrar a Daniel Molloy, un joven periodista que había entrevistado a Louis y escrito un libro sobre su vida como vampiro. En 1985, tras una relación de doce años, Armand convirtió a Daniel en vampiro en circunstancias desesperadas. Hasta el momento Daniel ha sido el primer y único vampiro creado por Armand. Sin embargo, poco después de convertir a Daniel en vampiro, los dos se separaron. Durante los acontecimientos de La reina de los condenados se reencontró con su antiguo maestro y amante Marius.
Armand estuvo presente cuando Lestat regresó de su supuesto viaje al Cielo y al Infierno en la novela Memnoch el Diablo. Armand se sintió tan impresionado por la imagen del Velo de la Verónica, donde se reflejaba la faz de Cristo que intentó suicidarse tras ofrecer su sacrificio a Dios exponiéndose al sol. Sin embargo, debido a su antigua y poderosa sangre fracasó y fue rescatado por dos hermanos mortales, Benji y Sybelle. Él los quería y ellos le devolvieron su afecto. Permaneció con ellos para mantenerse en contacto con el mundo de los humanos.
Armand llevó a sus amigos mortales con él para ver a Lestat en su estado catatónico en una iglesia, y los dejó con Marius, mientras le contaba a David Talbot (un vampiro creado por Lestat) la historia de su vida. Al regresar a casa de Marius, descubrió que había convertido a Benji y Sybelle, en vampiros, con la intención de inmortalizarlos para que acompañaran para siempre a Armand. Aunque en principio desilusionado y enfurecido, finalmente Armand aceptó la situación, sobre todo porque Benji y Sybelle le dijeron que ellos así lo habían decidido.

## Personalidad
Armand es presentado como un joven de apariencia inocente e idealista, pero sus siglos de eterna juventud y los impredecibles y traumáticos sucesos de su vida lo han convertido en un personaje cínico y amargo que en ocasiones se deja llevar por su egoísmo, lo que lo hace peligroso.

## Otros medios
En la película de 1994 Entrevista con el vampiro, adaptación cinematográfica de la novela, Armand fue interpretado por el actor Antonio Banderas. En esta versión Armand mostraba un aspecto adulto y maduro como vampiro y, acorde con el actor que lo interpreta, es de origen español, no ruso. El director Neil Jordan afirmó que prefería un matiz sexual más igualitario entre ambos personajes, Louis y Armand.
En la película de 2002 La reina de los condenados, Armand aparece brevemente interpretado por Matthew Newton.
En el musical del año 2006 Lestat, el musical, Armand fue interpretado por Drew Sarich.
En la serie de televisión de AMC Entrevista con el Vampiro (2022), Armand fue interpretado por Assad Zaman.